# إيفا غابور
إيفا غابور (/ˈeɪvə ɡəˈbɔːr/؛ 11 فبراير 1919 – 4 يوليو 1995)، هي ممثلة، مغنية، سيدة أعمال واجتماعية أمريكية مولودة في المجر. اشتهرت عن دورها في السيتكوم غرين أيكرز بدور ليزا دوغلاس، زوجة إدي ألبرت الذي أدى دور أوليفير وينديل دوغلاس. أدت صوت «دوشيس» في فيلم ديزني قطط ذوات، و«ميس بيانكا» في فيلم المنقذون والمنقذون أسفل تحت. حققت غابور نجاحا كبيرا كممثلة في السينما، المسرح والتلفزيون. كما نجحت أيضا كسيدة أعمال. وهي أخت الممثلة زازا غابور وماغدا غابور.

## الطفولة
ولدت غابور في بودابست، المجر، الابنة الثالثة لوالدها الجندي فيلموس غابور وزوجته صانعة المجوهرات جولي غابور، وهما من عائلة يهودية. غابور هي الأولى من بين إخواتها التي هاجرت إلى الولايات المتحدة، بعد مدة قصيرة من زواجها الأولى، من طبيب العظام السويدي إريك دريمر سنة 1939 عندما كانت تبلغ من العمر 20 سنة.

## مشوارها
كان أول ظهور لها كممثلة في فيلم باراماونت بيكتشرز هبوط اضطراري سنة 1941. في الخمسينيات، ظهرت في عدة أفلام مثل آخر مرة أرى فيها باريس بطولة إليزابيث تايلور. سنة 1953، أطلقت برنامج حواري خاص بها باسم عرض إيفا غابور (The Eva Gabor Show).
سنة 1965، ظهرت غابور في أشهر دور لها في مسريتها، ليزا دوغلاس، زوجة أوليفير وينديل دوغلاس (إدي ألبرت)، في سيتكوم «غرين أيكرز» الذي عُرض في سي بي إس.

## السنوات المقبلة
قامت غابور بتأدية الصوت في أفلام ديزني، ك قطط ذوات، وشخصية «ميس بيانكا» في فيلم المنقذون والمنقذون أسفل تحت.

## إدارة الأعمال
سنة 1972 أطلقت شركة للملابس بشراكة مع الكوبي لويس إستيفيز، وفازت بجائزة أفضل مصصمة أزياء.

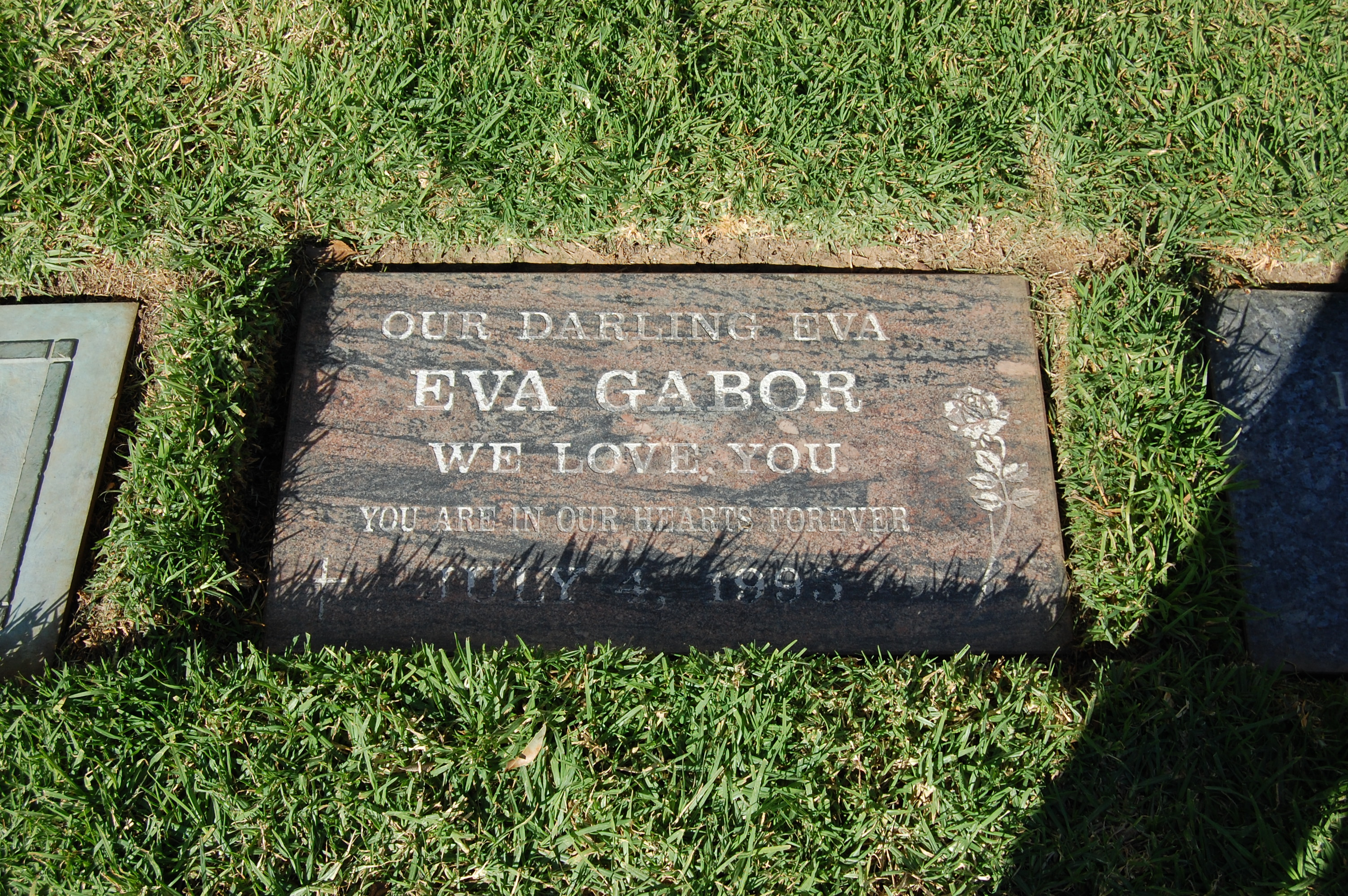
قبر إيفا غابور.

## الزواج
| الزوج               | مهنته                    | مكان وتاريخ الزواج       | مكان وتاريخ الطلاق      | مصادر                |
| ------------------- | ------------------------ | ------------------------ | ----------------------- | -------------------- |
| إريك فالديمار دريمر | طبيب عظام طبيب نفساني    | يونيو 1937 لندن          | 6 مارس 1942 لوس أنجلوس  | [ 10 ]               |
| كارليس إسحاق        | مستثمر وسيط              | 27 سبتمبر 1943           | 2 أبريل 1949            | [ 11 ]               |
| كارليس إسحاق        | طبيب تجميل               | 8 أبريل 1956             | 20 مارس 1957            | [ 12 ]               |
| ريكارد براون        | صانع نسيج                | 4 أكتوبر 1959 لاس فيغاس  | يونيو 1973 سانتا مونيكا | [ 13 ] [ 14 ] [ 15 ] |
| رانك غارد جامسون    | نائب رئيس روكويل الدولية | 21 سبتمبر 1973 كلاريمونت | 1983                    | [ 16 ] [ 17 ]        |

## الوفاة
توفيت إيفا غابور في لوس أنجلوس يوم 4 يوليو 1995 بسبب ذات الرئة عن عمر يناهز ال76 عاما، ودفنت في مقبرة حديقة قرية ويستوود ميموريال.

## بعض أعمالها
| السنة   | العمل             | الدور            |
| ------- | ----------------- | ---------------- |
| 1965–71 | غرين أيكرز        | ليزا دوغلاس      |
| 1981    | جزيرة الفنتازيا   | آناستاسيا ديكستر |
| 1983    | ذا إدج أوف نايت   |                  |
| 1990    | المنقذون أسفل تحت | ميس بيانكا       |
| 1977    | المنقذون          | ميس بيانكا       |
| 1970    | قطط ذوات          | دوشيس            |
| 1958    | جيجي              | ليان ديكسيلمان   |